# Rodolfo de Stillfried-Rattonitz
Rudolf von Stillfried-Rattonitz, conde de Alcántara fue un historiador y cortesano alemán, conocido por su servicio a distintos reyes de Prusia.

## Biografía
Nació en el seno de una familia noble católica de Silesia.
Comenzó su carrera al servicio de la casa real de Prusia como historiador.

Fue elegido por Guillermo, príncipe de Prusia (futuro Guillermo I, y por entonces regente de Prusia en nombre de su hermano Federico Guillermo IV de Prusia) para acompañar a la princesa Estefanía de Hohenzollern-Sigmaringen en su viaje a Lisboa tras haber contraído matrimonio por poderes con Pedro V de Portugal. Con motivo de este viaje pasaron por el Reino Unido, donde fueron acogidos por la reina Victoria del Reino Unido. La soberana, en carta a su hija mayor Victoria casada con Federico hijo de Guillermo, príncipe de Prusia) dijo de Richard:
“no doubt, a very well-informed, clever man, but so full of prétention, so completely the type of that sort of courtier, so pincé and artificial as to be quite insupportable. How I pity you to have to live with so many of these people.”

(En español, sin duda, un hombre muy bien informado, inteligente, pero tan lleno de pretensiones, tan completamente el tipo de ese tipo de cortesano, tan pincé y artificial como para ser bastante insoportable. Cómo te compadezco por tener que vivir con tanta gente así)
Continuaron viaje a Lisboa. En esta ciudad sería nombrado conde de Alcántara y grande de Portugal por Pedro V en reconocimiento por los servicios a su mujer. Desde entonces fue conocido como von Stillfried-Alcantara.
Murió en 1882.